# I Origins
I Origins is een Amerikaanse sciencefictionfilm uit 2014 onder regie van Mike Cahill. De film ging in première op 18 januari op het Sundance Film Festival.

## Verhaal
Ian Gray, een PhD-student, bestudeert de ogen van de mensen om de "creationisten" ongelijk te geven, omdat deze beweren dat ogen niet evolueren. Samen met zijn labcollega Karen ontdekt hij bewijs dat blinde wormen toch het DNA hebben om ogen te vormen. Ian heeft ondertussen trouwplannen met het spirituele meisje Sofi maar net voor de bruiloft sterft ze door een incident in een lift. Ian vindt troost bij Karen. Zeven jaar later heeft Ian een boek geschreven over zijn theorie en is Karen in verwachting van hun eerste kind. Nadat ze bevallen is doen ze een test en ontdekken ze in de databank dat de ogenscan van hun baby exact overeenkomt met de scan van een persoon die twee jaar eerder gestorven is, wat volgens hen duidelijk wijst op reïncarnatie. Samen met Kenny, Ian's voormalige onderzoekspartner en oprichter van de irisdatabank onderzoeken ze verder naar identieke irissen van overleden personen. Zo vinden ze ook een identieke gelijkenis met de irissen van Ian's overleden verloofde Sofi. Het blijkt een meisje in India te zijn, waarna Ian naar India reist om het meisje te bezoeken. Zijn vermoedens worden verder bevestigd wanneer blijkt dat ze in paniek geraakt wanneer ze in de lift moet stappen.
Een scène na de aftiteling laat Dr. Simmons zien die de irissen probeert te matchen van overleden bekendheden zoals John F. Kennedy, Elvis Presley, Abraham Lincoln, Mahatma Gandhi, Che Guevara, Albert Einstein, John Lennon, Adolf Hitler, Thomas Edison, Nikola Tesla, Louis Armstrong, Salvador Dali, Margaret Thatcher, Indira Gandhi, Martin Luther King en Nelson Mandela.

## Rolverdeling
- Michael Pitt als Ian Gray
- Brit Marling als Karen
- Àstrid Bergès-Frisbey als Sofi
- Steven Yeun als Kenny
- Archie Panjabi als Priya Varma
- William Mapother als Darryl
- Cara Seymour als Dr. Jane Simmons
- Kashish als Salomina